# Drzewo genealogiczne Klaudiuszów
Klaudiusze to patrycjuszowski ród rzymski, pochodzenia sabińskiego, którego przedstawiciele pełnili najwyższe funkcje przez cały okres trwania republiki rzymskiej.
| Marek Klaudiusz              |
| Sabińczyk, obywatel Regillus |

| Appiusz Klaudiusz Sabinus Inregillensis |
| konsul 495 p.n.e.                       |

| Appiusz Klaudiusz Krassinus Inregillensis Sabinus |
| konsul 471,451 p.n.e.; decemwir 451–449 p.n.e.    |

| Gajusz Klaudiusz Inregillensis Sabinus |
| konsul 460 p.n.e.                      |

| Appiusz Klaudiusz Krassinus |
| trybun wojskowy 424 p.n.e.  |

| Publiusz Klaudiusz Krassus Inregillensis |

| Appiusz Klaudiusz Krassus Inregillensis       |
| trybun wojskowy 403 p.n.e.; konsul 349 p.n.e. |

| Gajusz Klaudiusz Krassus Inregillensis |
| dyktator 337 p.n.e.                    |

| Appiusz Klaudiusz Cekus                   |
| cenzor 312 p.n.e.; konsul 307, 296 p.n.e. |

| Gajusz Klaudiusz |

| Appiusz Klaudiusz Russus |
| konsul 268 p.n.e.        |

| Tyberiusz Klaudiusz Neron |
| konsul 268 p.n.e.         |

| Appiusz Klaudiusz Kaudeks |
| konsul 264 p.n.e.         |

| Gajusz Klaudiusz           |
| trybun wojskowy 264 p.n.e. |

| protoplasta gałęzi Klaudiuszów z przydomkiem Neron; zobacz Drzewo genealogiczne Klaudiuszów Neronów |

| Publiusz Klaudiusz Pulcher |
| konsul 249 p.n.e.          |

| Klaudia |

| Gajusz Klaudiusz Cento               |
| konsul 240 p.n.e.; cenzor 225 p.n.e. |

| Potomkowie nosili przydomek Pulcher; zobacz:Drzewo genealogiczne Klaudiuszów Pulcher |

| Appiusz Klaudiusz Cento |
| pretor 175 p.n.e.       |

| Gajusz Klaudiusz Cento |
| legat 200 p.n.e.       |

| Gajusz Klaudiusz Cento |
| legat 155 p.n.e.       |